# ایکس‌ایکس‌ال (شبکه تلویزیونی)
ایکس‌ایکس‌ال (انگلیسی: XXL) یک شبکه تلویزیونی فرانسوی است که سال ۱۹۹۶ تأسیس شد و برنامه‌های شهوانی و پورنوگرافی پخش می‌کند. ایکس‌ایکس‌ال نخستین کانال تلویزیونی پورنوی فرانسوی به شمار می‌رود.